# 小檗鹼
小檗鹼，又稱為黃連素（berberine），是一種季铵生物鹼，其化学式为C20H18NO4+，要存在于小檗科、罂粟科、毛莨科、芸香科和防己科等植物中。在應用上，有抗菌、止瀉、消炎等效果。
从乙醚中可析出黄色针状晶体；熔点145°C；能缓慢溶解于冷水（1∶20）或冷乙醇（1∶100），在热水或热乙醇中溶解度比较大，难溶于苯、乙醚和氯仿。其盐类在水中的溶解度都比较小，例如盐酸盐为1∶500，硫酸盐为1:30。它存在于中药黄连、黄柏、三颗针等许多植物中。它的提取方法有酸水法、石灰乳法的几种，网络上均有报道.
由于其黄色素性质，生的Berberis（小檗）材料曾经普遍用于染色羊毛、皮革和木材。在紫外线下，小檗碱呈现强烈的黄色荧光，使其在组织学中可用于染色肥大细胞中的肝素。作为天然染料，小檗碱的国际颜料索引编号为75160。

## 医学用途
在中国是用于腹泻的非处方药，说明书称对大肠杆菌和痢疾杆菌有较好的作用，对其他则是只有弱抑菌作用。对霍乱无效。
中国也用于组合三联抗生素疗法清除幽门螺旋杆菌感染，称作四联疗法。四联疗法的成功率为87%，相比三联疗法对照组的71%有显著提升。还有配合阿莫西林和抗酸药作“三联疗法”的。
对于血糖和血脂的效果仍需要更多研究确认。美国市场上作为膳食补充剂售卖的本品，含量一致性较差。

## 药理

### 代谢动力学
口服的吸收率差。这不会影响作为肠内抗菌剂的效果，但是对于尝试获取系统性（全身）的药效是阻碍。
註：體內會代謝berberine為其他形式，所以腦中也測得到，首過不等於無效只是原形吸收率差被轉化為其他形式

## 不良反应
人类长期服用会导致消化道胀气、腹泻。在大鼠模型中可以复现，原因似乎是扰乱肠道菌群。

### 禁忌
溶血性贫血和G6PD缺乏症患者禁用。

### 药物相互作用
抑制CYP3A4，可减缓药物代谢。因此对于肾移植者，会提高环孢素的血药浓度；对于使用咪达唑仑的健康受试者，也会提高血药浓度。CYP3A4涉及的药物众多。

### 药效动力学

#### 1. 抑菌作用
小檗碱具有广谱抗菌活性，对表皮葡萄球菌、脑膜炎奈瑟菌、大肠杆菌有很强的抑菌活性，对霍乱、贾第虫、志贺氏菌（从支序分类上是大肠杆菌一种）、沙门氏菌疗效独特。小檗碱能够与细菌体内的辅酶磷酸吡哆醛竞争酪氨酸脱羧酶、色氨酸酶上的酶蛋白，产生不可逆抑菌作用； 抑制细菌内糖代谢过程中的丙酮酸氧化，使细菌对维生素AT 和烟酰胺等的利用受到限制达到抑菌效果；抑制细菌体内的NDA、ＲNA、蛋白质和类脂的合成，从而干扰细菌的繁殖。

## 制备
小檗碱传统的提取方法主要有酸水提取法、碱水提取法、乙醇提取法等。